# インターナショナル・ベルベット 緑園の天使
『インターナショナル・ベルベット 緑園の天使』（インターナショナル・ベルベット りょくえんのてんし、International Velvet）は、1978年に公開されたアメリカ合衆国の映画である。1944年に公開された『緑園の天使』の続編映画である。

## キャスト
| 役名             | 俳優                     | 日本語吹替                                                                          |
| 役名             | 俳優                     | テレビ朝日版                                                                        |
| ---------------- | ------------------------ | ----------------------------------------------------------------------------------- |
| サラ・ブラウン   | テータム・オニール       | 玉川砂記子                                                                          |
| ジョン           | クリストファー・プラマー | 井上孝雄                                                                            |
| ジョンソン大尉   | アンソニー・ホプキンス   | 羽佐間道夫                                                                          |
| ベルベット       | ナネット・ニューマン     | 池田昌子                                                                            |
| スコット         | ジェフリー・バイロン     | 古川登志夫                                                                          |
| ベス             | サラ・バレン             | 高島雅羅                                                                            |
| ロジャー         | ジェイソン・ホワイト     | 石丸博也                                                                            |
| マイク           | マーティン・ニール       | 熊倉寛之                                                                            |
| 不明 その他      | N/A                      | 小林勝彦 井上和彦 阪脩 郷里大輔 小野健一 勝田直樹 巴菁子 篠原大作 矢田耕司 納谷六朗 |
| 日本語版スタッフ |                          |                                                                                     |
| 演出             | 演出                     | 山田悦司                                                                            |
| 翻訳             | 翻訳                     | 宇津木道子                                                                          |
| 効果             | 効果                     | 赤塚不二夫                                                                          |
| 調整             | 調整                     | 山田太平                                                                            |
| 制作             | 制作                     | 日米通信社                                                                          |
| 解説             | 解説                     | 淀川長治                                                                            |
| 初回放送         | 初回放送                 | 1983年11月27日 『日曜洋画劇場』                                                     |